# Maria Margaretha Kirch
Maria Margaretha Kirch (r. Winckelmann, u povijesnim izvorima zvana Maria Margaretha Kirchin; 25. veljače 1670. — Berlin, 29. prosinca 1720.) bila je njemačka astronomkinja. Bila je jedan od prvih javno poznatih astronoma svog razdoblja zbog svog pisanja o konjukciji sunca sa Saturnom, Venerom i Jupiterom 1709., odnosno 1712. godine.

## Rani život
Mariju je od ranog djetinjstva školovao njezin otac, luteranski svećenik, koji je vjerovao da ona kao djevojčica zaslužuje obrazovanje ekvivalentno obrazovanju kakvo dobivaju dječaci. Do 13. godine izgubila je i oca i majku. Do tada je ju je obrazovao njen šogor Justinus Toellner i poznati astronom Christoph Arnold, koji su živjeli u blizini. Njezino obrazovanje nastavio je stric. Kako se Marija od malih nogu zanimala za astronomiju, iskoristila je priliku učeći s Arnoldom, samoukim astronomom koji je radio kao poljoprivrednik u Sommerfeldu, blizu Leipziga. Postala je Arnoldov neslužbeni šegrt, a kasnije i njegov pomoćnik, živeći s njim i njegovom obitelji. Međutim, astronomija nije bila organizirana u potpunosti po cehovskom redu.
Preko Arnolda, Maria je upoznala slavnog njemačkog astronoma i matematičara Gottfrieda Kircha, koji je bio 30 godina stariji od nje. Vjenčali su se 1692. godine, i imali četvero djece, koja su sva od roditelja preuzela ljubav za astronomiju.  Godine 1700., par se preselio u Berlin, jer je izborni vladar Brandenburga Frederick III., kasnije Fridrik I. Pruski, Gottfrieda Kircha imenovao svojim astronomom.

## Karijera, astronomska opažanja i publikacije
Gottfried Kirch dao je svojoj supruzi daljnju obuku iz astronomije, kao i svojoj sestri i mnogim drugim studentima. Ženama nije bilo dopušteno pohađati sveučilišta u Njemačkoj, ali se astronomija i promatranje neba odvijala uglavnom izvan sveučilišta. Tako je Kirch postala jedna od rijetkih žena koje su se bavile astronomijom već u 1700-ima. Postala je nadaleko poznata kao Kirchin, ženska verzija obiteljskog imena. U Svetom Rimskom Carstvu nije bilo nečuveno da žena bude aktivna u astronomiji. Maria Cunitz, Elisabeth Hevelius i Maria Clara Eimmart bile su aktivni astronomi u sedamnaestom stoljeću.
Friedrich III. je ukazom uveo monopol nad kalendarima u Brandenburgu, a kasnije i Pruskoj, namećući kalendarski porez. Prihod od ovog monopola trebao je plaćati astronomima i članovima Berlinske akademije znanosti koju je Friedrich III. osnovao u srpnju 1700. godine. Friedrich III. je također nastavio graditi zvjezdarnicu koja je otvorena u siječnju 1711. Uz pomoć supruge, Gottfried Kirch pripremio je prvi kalendar serije pod nazivom Chur-Brandenburgischer Verbesserter Calender Auff das Jahr Christi 1701, koji je postao vrlo popularan.
Maria i Gottfried su zajedno radili kao tim. U tipičnom cehovskom načinu napredovala je sa svog položaja Arnoldovog šegrta, da bi postala pomoćnica svom suprugu. Njezin je suprug studirao astronomiju na Sveučilištu u Jeni i služio je kao šegrt Johannesa Heveliusa. Na akademiji je radila kao njegov neslužbeni, ali prepoznati asistent. Položaj žena u znanostima bio je sličan položaju u cehovima, cijenjenom, ali podređenom. Zajedno su promatrali i izvodili proračune za proizvodnju kalendara i efemerida.
Od 1697. godine Kirchsi su također počeli bilježiti vremenske podatke. Njihovi su podaci korišteni za izradu kalendara i almanaha, a također su bili vrlo korisni u navigaciji. Akademija znanosti u Berlinu vodila je prodaju njihovih kalendara.
Tijekom prvog desetljeća svog rada na akademiji, dok je suprugov pomoćnik Kirch promatrao nebesa, svake večeri s početkom u 21 sat Tijekom takvog rutinskog promatranja otkrila je komet. Dana 21. travnja 1702. Kirch je otkrila komet "Komet iz 1702." (C/1702 H1). Danas nema sumnje u Kirchov prioritet u otkrivanju C/1702 H1. U svojim bilješkama od te noći njezin suprug je zabilježio:
Tada je jedini njemački znanstveni časopis Acta Eruditorum bio na latinskom jeziku. Sljedeće Kirchove publikacije u njezino ime bile su na njemačkom jeziku. U to vrijeme njezin suprug nije držao neovisnu katedru na akademiji, a Kirchsi su radili kao tim za zajedničke probleme. Par je zajedno promatrao nebo: on je promatrao sjever, a ona jug, radeći promatranka koja niti jedna samostalna osoba nije mogla točno provesti.
Kirch se nastavila baviti svojim astronomskim radom objavljujući na njemačkom jeziku pod svojim imenom i uz odgovarajuće priznanje. Njezine publikacije, koje su uključivale njezina zapažanja o Aurori Borealis (1707.), brošuru Von der Conjunction der Sonne des Saturni und der Venus o konjunkciji sunca sa Saturnom i Venerom (1709.), te približavanje Jupitera i Saturna u 1712. postao je njezin trajni doprinos astronomiji. Prije Kircha jedina žena astronom u Svetom Rimskom Carstvu koja je objavljivala pod svojim imenom bila je Maria Cunitz. Obiteljski prijatelj i potpredsjednik berlinske Akademije znanosti, Alphonse des Vignoles rekao je u Kirchovom hvalospjevu: "Ako se uzme u obzir frau Kirch i Frau Cunitz, mora se priznati da ne postoji grana znanosti ... u kojoj žene nisu sposobna za postignuća, te da posebno u astronomiji Njemačka stoji iznad svih ostalih država u Europi."
Godine 1709. predsjednik Berlinske akademije znanosti Gottfried von Leibniz predstavio ju je pruskom dvoru, gdje je Kirch objasnila njezino viđenje sunčevih pjega. O njoj je rekao:
Nakon što joj je muž umro 1710. godine, Kirch je pokušala zauzeti mjesto astronoma i proizvođača kalendara na Kraljevskoj akademiji znanosti. Iako je njezinu peticiju podržao Leibniz, predsjednik akademije, izvršno vijeće akademije odbacilo je njezin zahtjev za formalnim stavom rekavši da bi "ono što joj ustupimo moglo poslužiti kao primjer u budućnosti", tj. reći da nisu željeli stvarati presedan imenovanjem žene. Kirch je u svojoj peticiji iznijela svoje kvalifikacije za to radno mjesto. Napisala je svoju prijavu koristeći tada prihvatljive izraze, tvrdeći da je dobro kvalificirana jer ju je suprug uputio u astronomske proračune i promatranje. Naglasila je da se astronomskim radom bavila od svog vjenčanja, a na akademiji je radila od imenovanja supruga deset godina ranije. Kirch je u svojoj peticiji rekla da sam "neko vrijeme, dok je moj dragi pokojni suprug bio slab i bolestan, pripremala kalendar iz njegovih izračuna i objavljivala ga pod njegovim imenom". Za Kirch imenovanje na akademiji ne bi bio samo znak časti, već je bio presudan za osiguravanje prihoda za nju i njezinu djecu. U svojoj je peticiji rekla da joj suprug nije ostavio sredstva za život. U staroj cehovskoj tradiciji obrta bilo bi moguće da Kirch preuzme položaj svog supruga nakon njegove smrti, ali nove znanstvene institucije uglavnom nisu slijedile tu tradiciju.
Dok je Kirch obavljala važan posao na akademiji, nije imala sveučilišnu diplomu, kakvu su u to vrijeme imali gotovo svi članovi akademije. Njezin je spol bio prepreka protiv njezinog imenovanja. Tajnik Berlinske akademije znanosti Johann Theodor Jablonski upozorio je Leibniza "da neće proći da ona ostane službeno u svojstvu rada na kalendaru ili da nastavi s promatranjima. Već za života njezina supruga akademija je bila opterećena javnim ismijavanjem jer je njezin kalendar pripremila žena. Kad bi je se sada držalo u takvom svojstvu, šok bi bio još veći". Leibniz je bio jedini član akademijskog vijeća koji je podržao njezino imenovanje i pokušao joj osigurati financijsku pomoć.
Kirch je smatrala da su joj molbe odbijene zbog spola. Tome u prilog ide i činjenica da je umjesto nje suprug postavljen Johann Heinrich Hoffmann, koji je imao malo iskustva. Hoffmann je ubrzo zaostao sa svojim radom i nije uspio iznijeti potrebna zapažanja. Čak je predloženo da Kirch postane njegova pomoćnica. Kirch je napisao "Sad prolazim kroz tešku pustinju i zato što ... vode nema, okus je gorak". Međutim,  prihvatila ju je Berlinska akademija znanosti, što je u to vrijeme bilo iznimno postignuće.
Godine 1711. objavila je Die Vorbereitung zug grossen Opozicija, dobro prihvaćeni pamflet u kojem je predvidjela novi komet, nakon čega slijedi brošura o Jupiteru i Saturnu. Godine 1712. Kirch je prihvatila pokroviteljstvo Bernharda Friedricha von Krosigka, koji je bio entuzijastični astronom amater, i počeo raditi u svojoj zvjezdarnici.  Ona i njezin suprug radili su u Krosigkovoj zvjezdarnici dok se akademija gradila. U Krosigkovoj zvjezdarnici dosegla je čin magistra astronoma.
Nakon što je barun von Krosigk umro 1714. godine, Kirch se preselila u Danzig da pomogne profesoru matematike na kratko vrijeme prije povratka.  Godine 1716. godine Kirch i njezin sin, koji je upravo završio sveučilište, dobili su ponudu da rade kao astronomi za ruskog cara Petra Velikog, ali radije su ostali u Berlinu gdje je nastavila računati kalendare za lokalno područje kao što su Nürnberg, Dresden, Breslau i Mađarska.
Obučila je sina Christfrieda Kircha i kćeri Christine Kirch i Margarethu Kirch da djeluju kao njezini pomoćnici u obiteljskom astronomskom radu, nastavljajući proizvodnju kalendara i almanaha, kao i promatrajući. Godine 1716., njezin sin Christfried i Johann Wilhelm Wagner imenovani su promatračima na zvjezdarnici akademije nakon Hoffmannove smrti. Kirch se preselio natrag u Berlin da djeluje kao pomoćnik njezina sina zajedno s njenom kćerkom Christine. Ponovno je radila na zvjezdarnici akademije računajući kalendare. Muški članovi akademije žalili su se da je preuzela previše istaknutu ulogu i da je bila "previše vidljiva u zvjezdarnici kad je posjećuju nepoznati ljudi". Kirchu je naređeno da se "povuče u pozadinu i ostavi razgovor... sinu." Kirch je odbila udovoljiti i akademija ju je natjerala da se odrekne svoje kuće na terenu zvjezdarnice.
Kirch je nastavila raditi privatno. Umrla je od groznice u Berlinu 29. prosinca 1720.